# Тари (буква)
Тари (ტ, груз. ტარი) — девятнадцатая буква современного грузинского алфавита и двадцать первая буква классического грузинского алфавита.

## Использование
В грузинском языке обозначает звук [tʼ]. Числовое значение в изопсефии — 300 (триста).
Также используется в грузинском варианте лазского алфавита, используемом в Грузии. В латинице, используемой в Турции, ей соответствует t͏̌ или tʼ.
Ранее использовалась в абхазском (1937—1954) и осетинском (1938—1954) алфавитах на основе грузинского письма, после их перевода на кириллицу в абхазском была заменена на т, а в осетинском — на тъ.
В системах романизации грузинского письма передаётся как t (ISO 9984, BGN/PCGN
1981, ALA-LC), tʼ (национальная система, BGN/PCGN 2009). В грузинском шрифте Брайля букве соответствует символ ⠞ (U+281E).

## Написание
| Асомтаврули | Нусхури | Мхедрули |
| ----------- | ------- | -------- |
|             |         |          |

## Кодировка
Тари асомтаврули и тари мхедрули включены в стандарт Юникод начиная с самой первой его версии (1.0.0) в блоке «Грузинское письмо» (англ. Georgian) под шестнадцатеричными кодами U+10B2 и U+10E2 соответственно.
Тари нусхури была добавлена в Юникод в версии 4.1 в блок «Дополнение к грузинскому письму» (англ. Georgian Supplement) под шестнадцатеричным кодом U+2D12; до этого она была унифицирована с тари мхедрули.
Тари мтаврули была включена в Юникод в версии 11.0 в блок «Расширенное грузинское письмо» (англ. Georgian Extended) под шестнадцатеричным кодом U+1CA2.